# Tân Châu, Di Linh
Tân Châu là một xã thuộc huyện Di Linh, tỉnh Lâm Đồng, Việt Nam.

## Địa lý
Xã Tân Châu có diện tích 43,55 km², dân số năm 2022 là 11.539 người,mật độ dân số đạt 264 người/km².

## Lịch sử
Ngày 29 tháng 12 năm 2013, Chính phủ ban hành Nghị quyết số 134/NQ-CP về việc điều chỉnh 88,24 ha diện tích tự nhiên và 593 người của xã Tân Châu về thị trấn Di Linh quản lý.
Sau khi điều chỉnh địa giới hành chính, xã Tân Châu còn lại 4.390,01 ha diện tích tự nhiên và 10.604 nhân khẩu.